# Michael Francis Egan
Michael Francis Egan (Irlanda, 29 de septiembre de 1761-Filadelfia, Estados Unidos, 22 de julio de 1814) fue un fraile franciscano recoleto irlandés emigrado a los Estados Unidos en donde fue nombrado en 1808 como el primer obispo de la naciente Diócesis de Filadelfia (Arquidiócesis de Filadelfia en la actualidad), siendo consagrado hasta el año de 1810 por el primer obispo católico de Estados Unidos John Carroll, permaneciendo en el cargo hasta el día de su muerte.